# Stephen Lodge
Stephen ("Steve") John Lodge (Barnsley, South Yorkshire, 26 september 1952) is een voormalig voetbalscheidsrechter uit Engeland, die negen seizoenen (1992-2001) actief was in de Premier League. Hij was tevens FIFA-scheidsrechter, van 1992 tot 1998. Lodge leidde in 1997 de finale van de strijd om de FA Cup tussen Chelsea FC en Middlesbrough (2-0). Hij maakte zijn debuut in de Premier League op 19 augustus 1992 in de wedstrijd Middlesbrough–Manchester City (2-0), waarin hij één gele kaart (David White) en één rode kaart (Niall Quinn) uitdeelde.

## Interlands
| Datum      | Wedstrijd                   | Uitslag | Competitie        | Kreeg geel | Kreeg voor de tweede keer geel en dus rood | Weggestuurd |
| ---------- | --------------------------- | ------- | ----------------- | ---------- | ------------------------------------------ | ----------- |
| 16-06-1993 | Faeröer – Tsjecho-Slowakije | 0 – 3   | WK-kwalificatie   | 5          | 0                                          | 0           |
| 08-09-1993 | Finland – Frankrijk         | 0 – 2   | WK-kwalificatie   | 4          | 0                                          | 0           |
| 08-06-1994 | Canada – Duitsland          | 0 – 2   | Vriendschappelijk | ?          | ?                                          | ?           |
| 12-06-1994 | Canada – Nederland          | 0 – 3   | Vriendschappelijk | 1          | 0                                          | 0           |
| 11-06-1994 | Bolivia – Zwitserland       | 0 – 0   | Vriendschappelijk | 0          | 0                                          | 0           |
| 14-08-1996 | IJsland – Malta             | 2 – 1   | Vriendschappelijk | ?          | ?                                          | ?           |
| 30-05-1997 | Noorwegen – Brazilië        | 4 – 2   | Vriendschappelijk | 1          | 0                                          | 0           |
| 04-06-1997 | Zuid-Afrika – Nederland     | 0 – 2   | Vriendschappelijk | 1          | 0                                          | 0           |
| 12-02-1997 | Spanje – Malta              | 2 – 0   | WK-kwalificatie   | 4          | 0                                          | 0           |